# Wola Syrnicka (gmina)
Wola Syrnicka (od 1874 Syrniki) – dawna gmina wiejska istniejąca w XIX wieku w guberni lubelskiej. Siedzibą władz gminy była Wola Syrnicka (obecnie Wola Sernicka).
Za Królestwa Polskiego gmina Wola Syrnicka należała do powiatu lubartowskiego w guberni lubelskiej.
Gmina została zniesiona w 1874 roku przez przemianowanie na gmina Syrniki.